# Deux jours à tuer
Deux jours à tuer és una pel·lícula francesa dirigida l'any 2008 per Jean Becker.

## Anàlisi
Fill del reverenciat mestre del cinema francès Jacques Becker, de qui va ser ajudant de direcció en obres mestres com Le trou (1960), Jean Becker (París, 1938) manté intacta la seva devoció per una comèdia naturalista, amb rivets de tragicomèdia, que s'erigeix en mirall de les contradiccions humanes. Estimables obres seves com La fortuna de viure (1999), Un crime au paradis (2001) o Dialogue avec mon jardinier (2007) han deixat constància del seu talent per radiografiar les misèries i grandeses quotidianes de gent que sobreviu a l'adversitat o fins i tot a l'èxit inesperat.

## Repartiment
- Albert Dupontel: Antoine

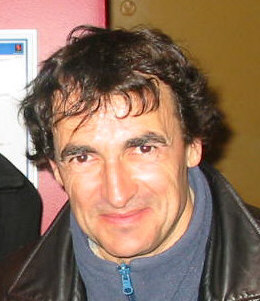
Albert Dupontel

- Marie-Josée Croze: Cécile, la dona d'Antoine
- Pierre Vaneck: el pare d'Antoine
- Alessandra Martines: Marion, l'amiga amb la que Antoine es veu
- Cristiana Reali: Virginie, la invitada que baixa al celler
- Mathias Mlekuz: Éric
- Claire Nebout: Clara
- François Marthouret: Paul, el convidat psiquiatre
- Anne Loiret: Anne-Laure
- José Paul: Thibault
- Daphné Bürki: Bérengère
- Samuel Labarthe: Étienne
- Guillaume De Tonquédec: Sébastien
- Marine Laporte: Alice, la filla d'Antoine i Cécile
- Titouan Laporte: Vincent, el fill d'Antoine i Cécile
- Jean Dell: Mortez, l'amo de l'empresa de iogurts
- Annick Alane: Mme Lemoine, veïna gran a la que li demanen la mà
- Marie-Christine Adam: la mare de Cécile
- Mario Pecqueur: el pare de Cécile